# Юри, Уильям
Уильям Юри (англ. William Ury, род. 1953[…], Чикаго, Иллинойс) — американский писатель, академик, антрополог и один из ведущих мировых экспертов по переговорам и посредничеству. Является соучредителем Гарвардской школы переговоров и автором книги «Переговоры без поражения», написанной в соавторстве с Роджером Фишером и Брюсом Паттоном.

## Образование
Уильям Юри получил степень бакалавра в Йельском университете и докторскую степень по социальной антропологии в Гарварде. Свои исследования он проводил не только за столом переговоров и в залах заседаний, но и среди бушменов Калахари и воинов клана Новой Гвинеи. В 1979 году он стал соучредителем Гарвардской школы переговоров, в которой в настоящее время является выдающимся научным сотрудником. В 1981 году он помог основать программу по ведению переговоров в Гарвардской юридической школе.

## Международная работа
Последние тридцать пять лет Юри служит советником по переговорам и посредником в различных конфликтах, начиная от забастовок на угольных шахтах в Кентукки и заканчивая межэтническими войнами на Ближнем Востоке, Балканах и в бывшем Советском Союзе, а также в Колумбии, где в последнее время он служит старшим советником президента Хуана Мануэля Сантоса.
Вместе с бывшим президентом Джимми Картером Уильям стал соучредителем International Negotiation Network, неправительственной организации, которая стремится положить конец гражданским войнам во всем мире. Он обучил ведению переговоров и посредничеству десятки тысяч руководителей корпораций, профсоюзов, дипломатов и военных по всему миру.
В 1980-х годах Юри помогал правительствам США и Советского Союза создавать ядерные кризисные центры, призванные предотвратить случайную ядерную войну. Для этого он работал консультантом Центра управления кризисами в Белом доме. Уильям является соучредителем Climate Parliament, который предлагает членам конгресса и парламента по всему миру интернет-форум для обсуждения практических решений проблемы изменения климата. Журнал Time назвал эту организацию «Google для глобальной политики».

### Путь Авраама
Уильям Юри является основателем «Путь Авраама». Этот проект призван проливать свет на древний путь Авраама, легендарного общего предка более половины человечества, прославившегося своей добротой и гостеприимством по отношению к совершенно незнакомым людям. Проект «Путь Авраама» вдохновляет на прогулки, которые способствуют установлению связей между культурами и всеобщему взаимопониманию. Кристиан Аманпур называл «Путь Авраама» «беспрецедентной инициативой по разрушению барьеров и развитию коммуникации в самом разделенном регионе мира». У него есть популярная лекция на TED о «Пути Авраама» под названием «Путь от нет к да».

## Книги
Уильям Юри в соавторстве с Роджером Фишером написал книгу «Переговоры без поражения», которая выступила в качестве руководства для международных посредников. Впервые книга была опубликована в 1981 году. Её второе издание вышло в 1991 году. В строках с авторами появилось имя Брюса Паттона, внесшего вклад в написании книги. Третье издание вышло в 2012 году.
Другие книги Уильяма Юри:
- Как преодолеть НЕТ. Переговоры в трудных ситуациях. (2012)
- Преодолевая нет, или Переговоры с трудными людьми. (2008)
- Договорись с собой… и другими достойными оппонентами. (2015)
- Getting to Yes with Yourself. (2016)
- The Third Side: Why We Fight and How We Can Stop. (2000)

## Награды
Уильям Юри является лауреатом премии Уитни Норт Сеймур от Американской арбитражной ассоциации и обладателем медали за выдающиеся заслуги Российского Парламента. Работы Юри широко освещались в средствах массовой информации, включая «The New York Times», «Financial Times», «CNN» и «BBC».